# Urs Imboden
Urs Imboden (7. siječnja 1975., Santa Maria Val Müstair) umirovljeni je skijaš koji je u početku skijao za Švicarsku, a kasnije pod zastavom Moldavije.
Debitirao je za Švicarsku 1995. godine, a prvi start u Svjetskom kupu bio mu je 1997. u utrci slaloma u Wengenu. Prve bodove osvojio je u Aspenu, također u utrci slaloma, kada je bio 25.
Najveći uspjeh mu je 5. mjesto u slalomu s Olimpijskih igara u Salt Lake Cityju 2002. godine. Od sezone 2006./2007. nastupa za Moldaviju kojoj je 20. siječnja 2007. donio prve bodove u Svjetskom kupu. Na Svjetskom prvenstvu u Åreu 2007. osvojio je 11. mjesto u salomu, što je povijesni rezultat za moldavsko skijanje.
U Svjetskom kupu startao je 74 puta, ali se nije uspio niti jednom popeti na pobjedničko postolje. To mu je uspjelo u Europskom kupu kada se od 120 utrka 4 puta penjao na postolje.

## Vanjske poveznice
- Statistika FIS-a  Arhivirana inačica izvorne stranice od 30. rujna 2007. (Wayback Machine)